# يتانغ تشانغ
يتانغ «توم» تشانغ  من مواليد 5 فبراير 1955  عالم رياضيات صيني أمريكي يعمل في مجال نظرية الأعداد. أثناء عمله في جامعة نيوهامبشاير محاضرا، قدم تشانغ مقالًا إلى حوليات الرياضيات في عام 2013 قدم فيه أول إثبات على وجود عدد زوجي ما، أصغر من سبعين مليون، حيث عدد الأزواج من الأعداد الأولية المتتابعة يكون عددا غير منته وحيث الفرق بين هذين العددين الأوليين يكون مساويا لذلك العدد الزوجي الأصلي.
نال تشانغ بفضل هذا العمل جائزة ماك آرثر لعام 2014  وعُين أستاذًا في جامعة كاليفورنيا، سانتا باربرا.

## النشأة والتعليم
وُلد تشانغ في بينغهو بمقاطعة تشجيانغ وعاش هناك حتى بلغ 13 عامًا. في سن التاسعة تقريبًا، وجد برهاناً على نظرية فيثاغورس. تعلم لأول مرة عن مبرهنة فيرما الأخيرة وحدسية غولدباخ عندما كان في العاشرة. خلال الثورة الثقافية في الصين، أُرسل هو ووالدته إلى الريف للعمل في الحقول. عمل لمدة عشر سنوات ولم يتمكن من الالتحاق بالمدرسة الثانوية. بعد انتهاء الثورة الثقافية، التحق تشانغ بجامعة بكين في عام 1978 طالبا جامعيا وحصل على درجة البكالوريوس في الرياضيات عام 1982. أصبح طالب دراسات عليا تحت إشراف البروفيسور بان تشينغبياو، عالِم نظرية الأعداد الأعداد في جامعة بكين، وحصل على درجة الماجستير في الرياضيات عام 1984.
بعد حصوله على شهادة الماجستير في الرياضيات، بتوصيات من البروفيسور دينغ شيسون، رئيس جامعة بكين، والبروفيسور دينغ دونغغاو، رئيس قسم الرياضيات بالجامعة،  مُنح تشانغ منحة دراسية كاملة في جامعة بوردو. وصل تشانغ إلى بوردو في يناير 1985، ودرس هناك لمدة ست سنوات ونصف، وحصل على الدكتوراه في الرياضيات في ديسمبر 1991.

## الحياة المهنية
مُنح تشانغ شهادة الدكتوراه لعمله على الحدسية الجاكوبية. بعد التخرج، واجه تشانغ صعوبة في العثور على منصب أكاديمي. في مقابلة عام 2013 مع مجلة نوتيلوس ، قال تشانغ أنه لم يحصل على وظيفة بعد التخرج. «خلال تلك الفترة كان من الصعب العثور على وظيفة بين الأكاديميين. كانت تلك مشكلة في سوق العمل. كذلك، لم يكتب لي مستشاري [تزونغ-تسينج موه] خطاب توصية». قدم تشانغ هذا الادعاء مرة أخرى في الفيلم الوثائقي لجورج سكسيسري العد من اللانهاية: يتانغ تشانغ  أثناء مناقشة الصعوبات التي واجهها في بيرديو وفي السنوات التي تلت ذلك. ادعى تزونغ-تسينج موه أن تشانغ لم يعد إليه لطلب خطاب توصية.
في ملف تعريف مفصل نُشر في مجلة النيويوركر في فبراير 2015، كتب أليك ويلكنسون أن تشانغ «افترق حزينًا» مع موه، وأن تشانغ «ترك بوردو بدون دعم من موه، وبعد ذلك لم ينشر أي أوراق بحثية، ولم يتمكن من العثور على وظيفة أكاديمية». في عام 2018، رداً على تقارير عن معاملته لـ تشانغ، نشر موه تحديثًا على موقعه على الإنترنت. كتب مو أن تشانغ «فشل فشلاً ذريعاً» في إثبات الحدسية الجاكوبية، «لم ينشر أبدًا أي ورقة بحثية عن الهندسة الجبرية» بعد مغادرته بوردو، و «أضاع 7 سنوات من حياته [تشانغ] ووقتي [موه]».
بعد بضع سنوات، تمكن تشانغ من العثور على وظيفة محاضرا في جامعة نيوهامبشاير، حيث عينه كينيث أبيل في عام 1999. قبل العودة إلى الأوساط الأكاديمية، عمل لعدة سنوات محاسبا وعامل توصيل في مطعم بمدينة نيويورك. كما عمل في موتيل في كنتاكي وفي محل سندويشات صب واي. أفاد ملف شخصي نُشر في مجلة Quanta Magazine أن تشانغ كان يعيش في سيارته خلال أيام عمله على الأبحاث. شغل منصب محاضر في جامعة نيوهامبشاير من 1999  حتى حوالي يناير 2014، عندما عينته جامعة نيوهامبشاير في منصب الأستاذية نتيجة لأبحاثة في مجال الأعداد الأولية. مكث تشانغ لمدة فصل دراسي في جامعة برينستون في 2014، والتحق بجامعة كاليفورنيا ، سانتا باربرا في خريف 2015.

## الأبحاث
في 17 أبريل 2013، أعلن تشانغ عن برهان ينص على أن هناك عددًا لا نهائيًا من أزواج الأعداد الأولية التي تختلف بمقدار أقل أو يساوي 70 مليون. هذه النتيجة تعتبر خطوة مهمة جدا نحو إثبات حدسية الأعداد الأولية التوأم. قبِلت حوليات الرياضيات ورقةَ تشانغ في أوائل مايو 2013،  تم التأكد من البرهان من قبل كبار الخبراء في نظرية الأعداد التحليلية. أثارت نتيجة تشانغ موجة من النشاط في هذا المجال، مثل مشروع البوليماث8.
إذا كانت {\displaystyle P(N)} ترمز للفرضية التي تقول أنه هناك عددًا لا نهائيًا من أزواج الأعداد الأولية (وليس بالضرورة الأعداد الأولية المتتالية) التي تختلف بمقدار يساوي {\displaystyle N} ، فإن نتيجة تشانغ تكافئ الفرضية التي تُقِر وجود عدد صحيح زوجي واحد على الأقل {\displaystyle k\leq 70,000,000} بحيث تكون {\displaystyle P(k)} صحيحة. الشكل الكلاسيكي لحدسية الأعداد الأولية التوأم تكافئ {\displaystyle P(2)} ؛ وفي الواقع، تم حدس أن {\displaystyle P(k)} صحيحة  لجميع الأعداد الصحيحة {\displaystyle k}. في حين أن هذه الحدسيات الأكثر قوة لا تزال غير مثبتة،  في نوفمبر 2013، قام جيمس ماينارد باستخدام تقنية برهان مختلفة، أظهرت أن {\displaystyle P(k)} صحيحة لبعض {\displaystyle k\leq 600}. لاحقًا، في أبريل 2014، قام مشروع البوليماث8 بتخفيض الحد إلى {\displaystyle k\leq 246}. مع الطرق الحالية {\displaystyle k\leq 6} هو أفضل ما يمكن تحقيقه، وفي الواقع {\displaystyle k\leq 12} و {\displaystyle k\leq 6} صحيحة باستخدام الطرق الحالية إذا كانت حدسية إليوت-هالبرستام وتعميمها صحيح.

## الأوسمة والجوائز
حصل تشانغ على جائزة Morningside Special Achievement في عام 2013،  وجائزة أوستروفسكي لعام 2013،  وجائزة فرانك نيلسون كول لعام 2014 في نظرية الأعداد،  وجائزة رولف شوك لعام 2014  في الرياضيات.

## وجهات النظر السياسية
في عام 1989، انضم تشانغ إلى مجموعة مهتمة بالديمقراطية الصينية (中国民联). في مقابلة له عام 2013، أكد أن آرائه السياسية حول هذا الموضوع لم تتغير منذ ذلك الحين.

## روابط خارجية
- Alec Wilkinson ، السعي وراء الجمال، يحل يتانغ تشانغ لغز الرياضيات البحتة ، The New Yorker ، Profiles ، عدد 2 فبراير 2015
- Discover Magazine article by Steve Nadis، "Prime Solver"
- Gaps between Primes - Numberphile - جامعة نوتنغهام (نسخة أقصر)
- Gaps between Primes (extra footage) - Numberphile